# Алма-Атинская декларация (2003)
Алма-Атинская декларация декларация развивающихся стран, не имеющих выхода к морю — декларация о поддержке стран, не имеющих выхода к морю и Алматинской программы действий. Была принята 29 августа 2003 года на Международной конференции министров развивающихся стран, не имеющих выхода к морю под патронажем ООН в Алма-Ате (Казахстан).

## История
После распада Советского Союза в 1991 году Республика Казахстан стала самым большим по площади (2 724 900 км²) государством без выхода к морю. Обладая значительными запасами полезных ископаемых, Казахстану были необходимы пути транспортировки продукции. В этой связи начались активные дипломатические консультации.
В 1995 году на уровне ООН были приняты Глобальные рамки для сотрудничества в области транзитных перевозок между развивающимися странами, не имеющими выхода к морю, и развивающимися странами транзита и странами-донорами.
В принятой в 2000 году Декларации тысячелетия Организации Объединённых Наций признаются особые потребности и проблемы развивающихся стран, не имеющих выхода к морю.
В своей резолюции 56/180 Генеральная Ассамблея ООН постановила созвать в 2003 году Международную конференцию министров развивающихся стран, не имеющих выхода к морю. В резолюции 57/242 Генеральная Ассамблея постановила, что Межправительственный подготовительный комитет открытого состава Конференции проведет две сессии:
- 23-27 июня 2003 года — Нью-Йорк ( США);
- 25-27 августа 2003 года — Алма-Ата ( Казахстан).

В Алма-Ате экспертами была разработана Алматинская программа действий, который был представлен на Международной конференции министров развивающихся стран, не имеющих выхода к морю 28-29 августа 2003 года. Председательствовал на конференции Касым-Жомарт Токаев — министр иностранных дел Казахстана. В работе конференции приняли участие представители более 80-ти стран, 18 международных и межправительственных организаций.
Отмечается, что Алматинская программа действий является единственной программой, которая является «дорожной картой» в интересах обеспечения особых потребностей развивающихся стран, не имеющих выхода к морю. Она содержит конкретные меры и рекомендации относительно политики в области транзитных перевозок и развития транспортной инфраструктуры.

## Алматинская программа действий
Алматинская программа действий предусматривает:
- Партнёрство — создание эффективной транзитной системы совместно со странами, обладающими выходом к морю;
- Нормативная база — необходимость совершенствования нормативной базы для упрощения транзитных процедур;
- Инфраструктура — развитие железнодорожных, автомобильных, внутренних морских, трубопроводных и воздушных транспортных коридоров;
- Международная торговля — улучшение положения государств, не имеющих выходов к морю, с помощью международных договоров и решений ВТО;
- Международная поддержка — оказание технологической и финансовой помощи.

## Последствия
В декларации Генеральной Ассамблеи ООН 2008 года отмечалось, что Алматинская программа действий привела к положительному сдвигу в экономическом положении государств, не имеющих выхода к морю. Однако было признано, что странами-транзитёрами принимаются недостаточные усилия для решения этих вопросов.
В докладе Генерального секретаря ООН на сессии Генеральной Ассамблеи 2013 года отмечает, что, хотя дорожные перевозки грузов являются технически возможными и весьма рентабельными — они серьёзно сдерживаются отсутствием согласованных процедур и правил на границах, многочисленными контрольно пропускными пунктами, устаревшими пунктами пересечения границы, неуместными таможенными формальностями и мерами контроля, равно как и громоздкими визовыми процедурами для водителей.
На постоянной основе проходят министерские встречи по реализации программы действий.